# Ємельянов Олександр Сергійович
Ємельянов Олександр Сергійович (нар. 30 жовтня 1932, Харків — 10 травня 2014) — доктор економічних наук, професор, член-кореспондент НАНУ (Відділення економіки, економіка і організація будівництва, 12.1979), член УСДП (з 1998); Спілка незалежних підприємців України, голова (з 11.1992).

## Життєпис
Народився 30 жовтня 1932 року у родині військовослужбовця (місто Харків); росіянин; одружений, має дитину.

### Освіта
- Харківський інженерно-економічний інститут (1955), інженер-економіст;
- кандидатська дисертація «Ефективність інтенсифікації виробництва (в умовах гідровидобування вугілля)» (Харківський інженерно-економічний інститут, 1962);
- докторська дисертація «Проблеми аналізу та економічного проектування виробництва (на прикладі вугільної промисловості Донбасу)».

Член КПРС 1964-91; депутат районної та міської Рад.

## Етапи біографії
Народний депутат України 12(1) склик. з 03.1990 (2-й тур), Соснівський виб. окр. № 417, Черкаська область. Член Комісії з питань економічної реформи і управління народним господарством.
- З 1955 — робота у вугільній промисловості, Пермська область; співробітник Вугільного НДІ РРФСР.
- З 1959 — викладач, аспірант Харківського інженерно-економічного інституту.
- З 1960 — головний спеціаліст Інституту гірничої справи, місто Донецьк.
- З 1962 — начальник відділу з питань управління та математичних методів Укрраднаргоспу.
- 1965–1971 — директор Української філії НДІ планування і нормативів при Держплані СРСР, місто Київ.
- 1971–1987 — директор Економічного НДІ Держплану УРСР; член колегії Держплану УРСР.
- З 1987 — директор НДІ економіки і організації матеріально-технічного постачання при Держпостачі СРСР, член колегії Держпостачу, місто Москва.
- 1989–1990 — заступник голови Держплану УРСР.
- З 1991 — перший заступник голови Держекономради при Кабінеті Міністрів України.
- 02.-11.1992 — Державний радник України з питань економічної політики, голова Колегії з питань економіки Державної думи України.
- 08.1992-11.1992 — член Координаційної ради з питань економічної реформи в Україні.
- 11.1992-06.1993 — радник Президента України з питань науки, голова Комісії Президента з питань науки;
- з 06.1993 — позаштатний радник Президента України з питань підприємництва.
- З 1998 — радник Інституту українсько-російських відносин при Раді національної безпеки і оборони України.

1990–1992 — очолював розробку програм, пов'язаних з переходом до ринкової економіки, зокрема «Основ національної економічної політики» (схвалено Верховною Радою України, 1992).

## Нагороди та досягнення
- Орден «Знак Пошани» (1971);
- Орден Трудового Червоного Прапора (1982);
- шість медалей;
- Почесна грамота Президії ВР УРСР;
- Орден «За заслуги» ІІІ ступеня (08.1997).

## Наукові праці
Автор понад 240 наукових праць, 20 книжок.
Автор системи економетричних моделей «Україна».